# مانويل كاسترو رويز
مانويل كاسترو رويز (بالإسبانية: Manuel Castro Ruiz)‏ هو كاهن كاثوليكي مكسيكي، ولد في 9 نوفمبر 1918 في موريليا في المكسيك، وتوفي في 18 نوفمبر 2008.